# Arisaema mildbraedii
Arisaema mildbraedii — многолетнее клубневое травянистое растение, вид рода Аризема (Arisaema) семейства Ароидные (Araceae).
Вид назван в честь ботаника Wilhelm Johannes Mildbraed (1879—1954).

## Ботаническое описание
Травянистые растения до 1,2 м высотой.
Клубень полушаровидный, около 5 см в диаметре.

### Листья
Листьев один или два, появляющиеся в разные сезоны из разных почек корневища. Черешки в основании вложены во влагалища, смыкающиеся внахлёст, формирующие зелёный, с тёмно-красными пятнами ложный стебель до 45 см высотой, со свободной верхушечной частью (5)17—40 см длиной. Листовая пластинка обычно слабо перисторассечённая, в очертании почковидная, основание пластинки (0,3)0,7—2,2 см длиной обособленно; листочков (4)6—8, эллиптически-обратноланцетовидные, длиннозаострённые, с нитевидным хвостовидным образованием до 8 см длиной, (5)8,5—32 см длиной и (1,2)3—11 см шириной, наиболее удалённый меньше, чем остальные, с цельными краями.

### Соцветия и цветки
Соцветие более-менее равно или выше листьев. Свободная часть цветоножки 6—30 см длиной, зелёная. Покрывало 7—23 см длиной. Трубка от цилиндрической до обратноконической, на вершине не сжатая, 3,9—5 см длиной и 1,3—3 см в диаметре, зелёная, с полосками от кремово-жёлтых до белых, края горловины загнутые на 8 мм шириной; пластинка овальная, длиннозаострённая, выгнутая вперёд и вниз по устью трубки, 4—16,5 см длиной и 2—4,7(6) см шириной, намного длиннее трубки, с нитевидным хвостовидным окончанием 2—7 см длиной, по цвету такая же, как трубка, но с более широкими полосками у основания.
Початок обычно двуполый, 5—10(11) см длиной, выше устья трубки покрывала. Придаток от цилиндрического до булавовидного, полуусечённый в основании, обычно более-менее с ножкой 3—6 см длиной и 0,2—0,9(1,2) см в диаметре, на вершине закруглённый, зелёный. Мужской початок с репродуктивной частью 3,5—4,5 см длиной и 0,3—0,5 см в диаметре, изредка со стерильными цветками в основании придатка. Женский початок с репродуктивной частью 2,2—5(5,5 см длиной и 0,9—1,3 см в диаметре, обычно со стерильными цветками в основании придатка. Мужской цветок составлен из двух или трёх тычинок. Пестик яйцевидный, 3—4 мм длиной; завязь 2—3 мм в диаметре, сужающаяся в короткий столбик; рыльце головчатое.

### Плоды
Плоды — полушаровидные ягоды до 1 см в диаметре, 1—3-семянные, в полуцилиндрическом соплодии 9,5 см длиной и 4 см в диаметре.
Семена полушаровидные 6 мм в диаметре.

## Распространение
Встречается в Африке (Заир, Руанда, Бурунди, Кения, Уганда).
Растёт на высоте 1400—2500 м над уровнем моря.